# Glumač
Glumač (en serbe cyrillique : Глумач) est un village de Serbie situé dans la municipalité de Požega, district de Zlatibor. Au recensement de 2011, il comptait 679 habitants.

## Démographie

### Évolution historique de la population
| 1948  | 1953  | 1961  | 1971 | 1981 | 1991 | 2002 | 2011 |
| ----- | ----- | ----- | ---- | ---- | ---- | ---- | ---- |
| 1 041 | 1 058 | 1 048 | 975  | 949  | 864  | 803  | 679  |

|  |